# Santuario di Santa Maria di Laghel
Il santuario di Santa Maria di Laghel, anche noto come chiesa di Santa Maria Annunziata è un luogo di culto di Arco nel Basso Sarca in Trentino. Fa parte della parrocchia di Santa Maria Assunta quindi rientra nella zona pastorale di Riva e Ledro dell'arcidiocesi di Trento e risale al XVI secolo.

## Storia

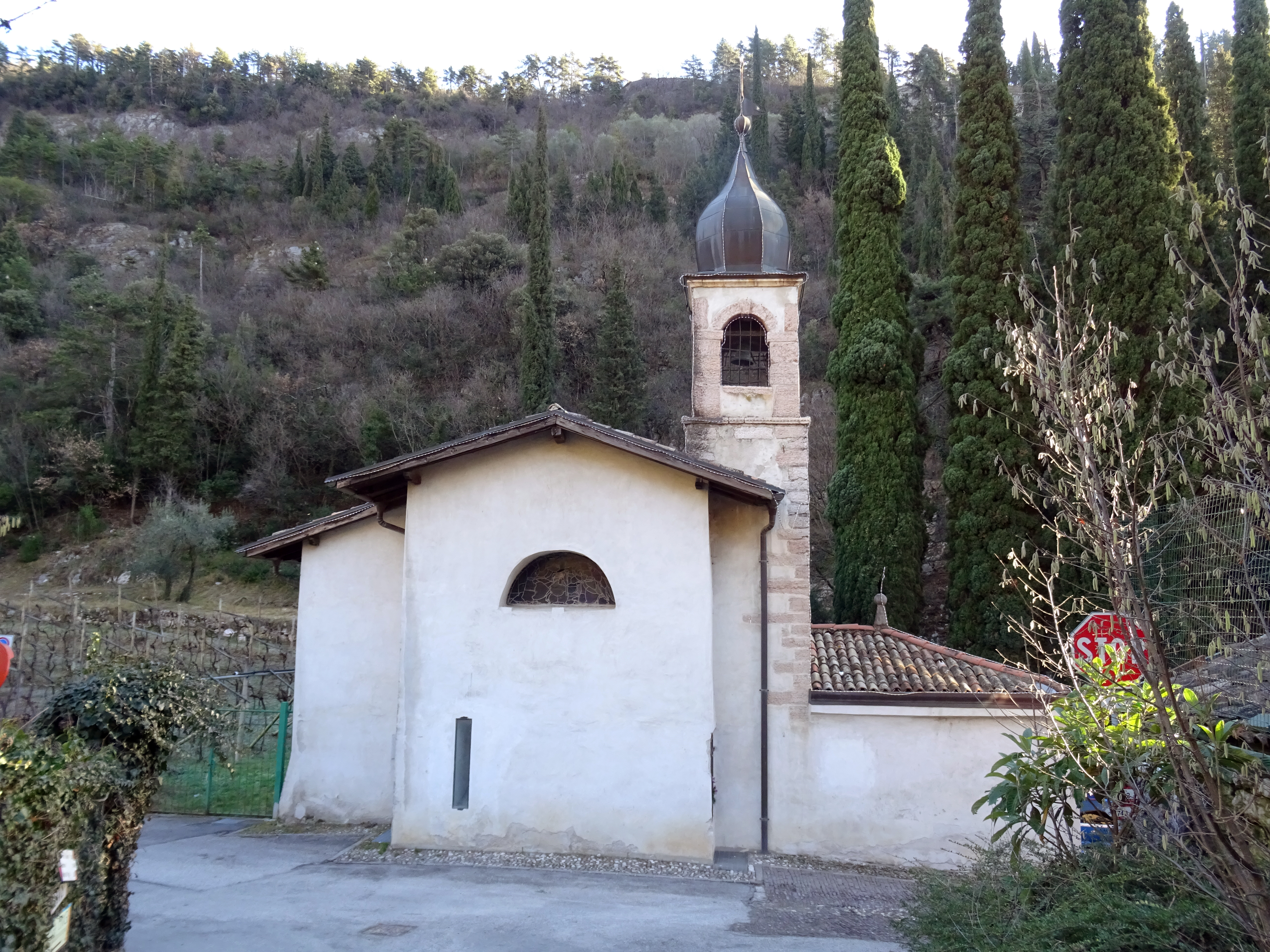
Zona absidale e torre campanaria del santuario

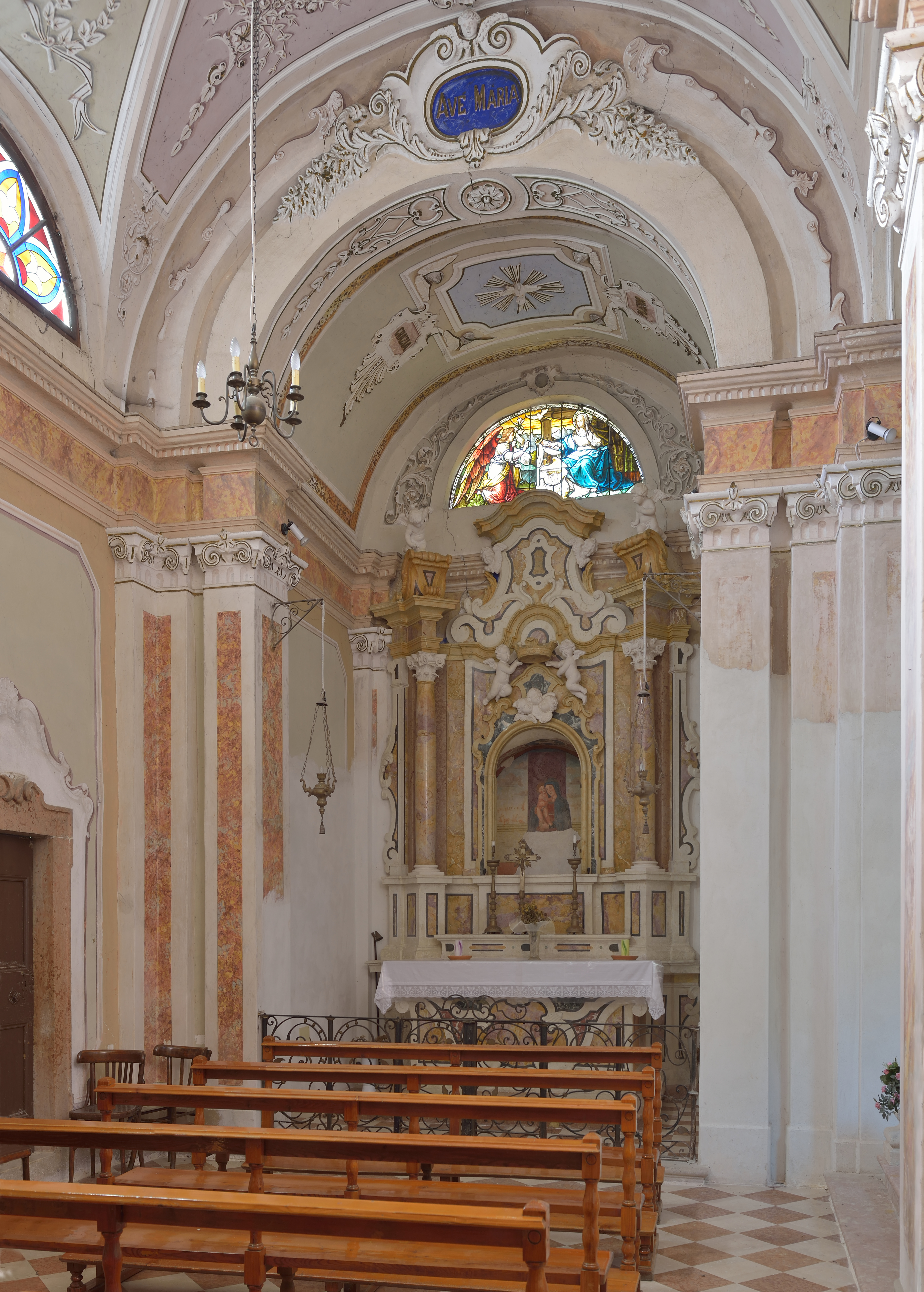
Interno della sala

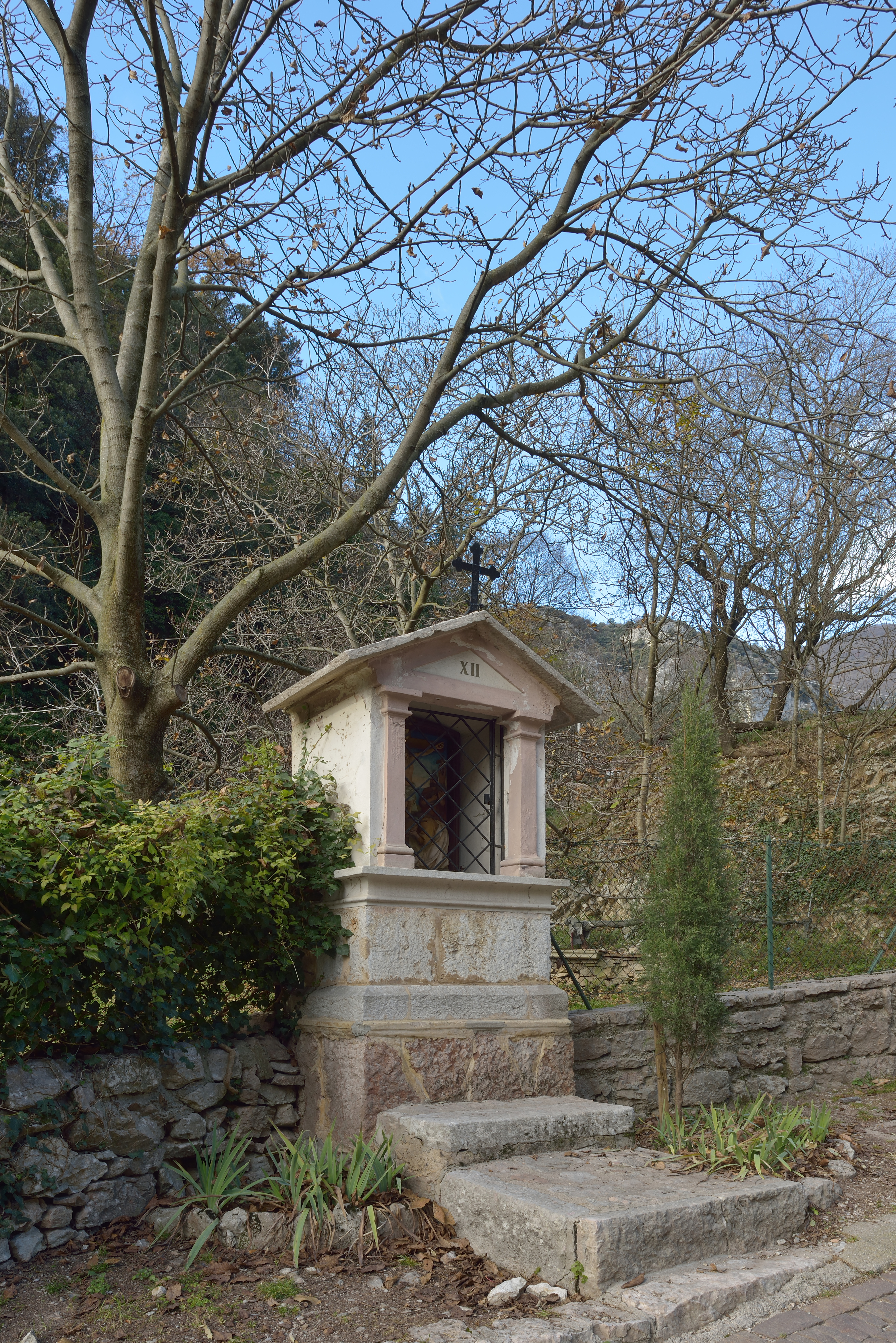
Una delle stazioni della Via Crucis

La chiesa di Santa Maria Annunziata è stata eretta dove in epoca passata esisteva un'edicola dedicata alla Madonna. Tale piccola costruzione non è databile in modo preciso ma viene citata nei documenti che riguardano un'altra chiesa di Arco, la Madonna della Neve di Reggio. In tali scritti si cita espressamente el chapitel da Laghel. Esami sugli affreschi, ancora ben conservati, fissano la creazione di questa piccolo edificio sacro  attorno al XVI secolo. Due secoli più tardi venne decisa la costruzione di una vera chiesa e nel 1721 iniziarono i lavori, dopo una benedizione dell'arciprete di Arco, Giacomo Antonio Guglielmi, che ricopriva anche le cariche di esaminatore vescovile e decano foraneo benacense. Nel 1725 i lavori vennero conclusi.
Nel 1784, applicando le direttive di Giuseppe II d'Austria, chiesa e santuario ad essa legato vennero soppressi, e fu solo con una mobilitazione della popolazione di Arco che si ottenne, entro la fine del secolo, la sua riabilitazione e riapertura. Alla fine del secolo successivo gli interni vennero decorati in gesso e si procedette anche alla realizzazione di un nuovo portico sulla facciata a protezione dell'ingresso, con una stanza.
Nei dintorni del santuario, alla fine del XIX secolo, furono costruite tredici stazioni di una Via Crucis che termina con una cappella sotto il portico, dedicata al Santo Sepolcro, e l'opera venne solennemente benedetta nel 1896. 
Questa tuttavia non fu la sola Via Crucis nelle vicinanze, perché in precedenza ne era stata costruita una per volontà di Giambattista D'Arco tra Arco e Chiarano, poi demolita.

## Descrizione

### Esterni
La piccola chiesa mostra orientamento verso ovest. La facciata è a due spioventi con portale sormontato in asse da una finestra a lunetta e con due finestre ai lati sono state coperte. Il campanile si trova sul lato meridionale e la cella si apre con quattro finestre a monofora. Salendo verso la chiesa si incontrano tredici capitelli della Via Crucis che arriva sino all'interno nella cappella del Santo Sepolcro.

### Interni
La navata inizia dopo l'atrio rettangolare e si conclude col presbiterio. Nella sala si possono vedere graffiti lasciati da giovani donne dell'aristocrazia asburgica che si recavano ad Arco, noto luogo di cura nel XIX secolo.